# Llista de peixos del riu Danubi

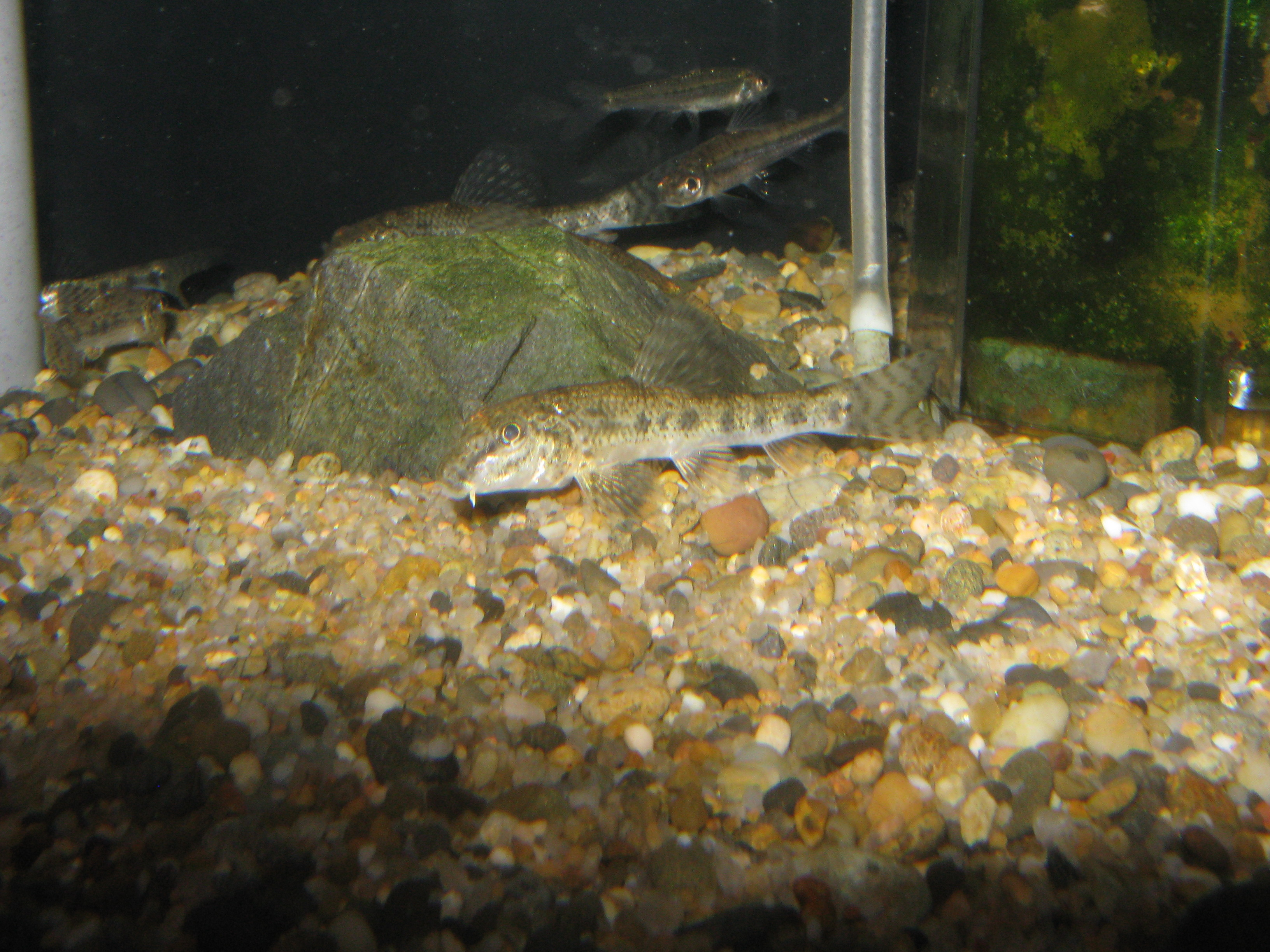
Abbottina rivularis

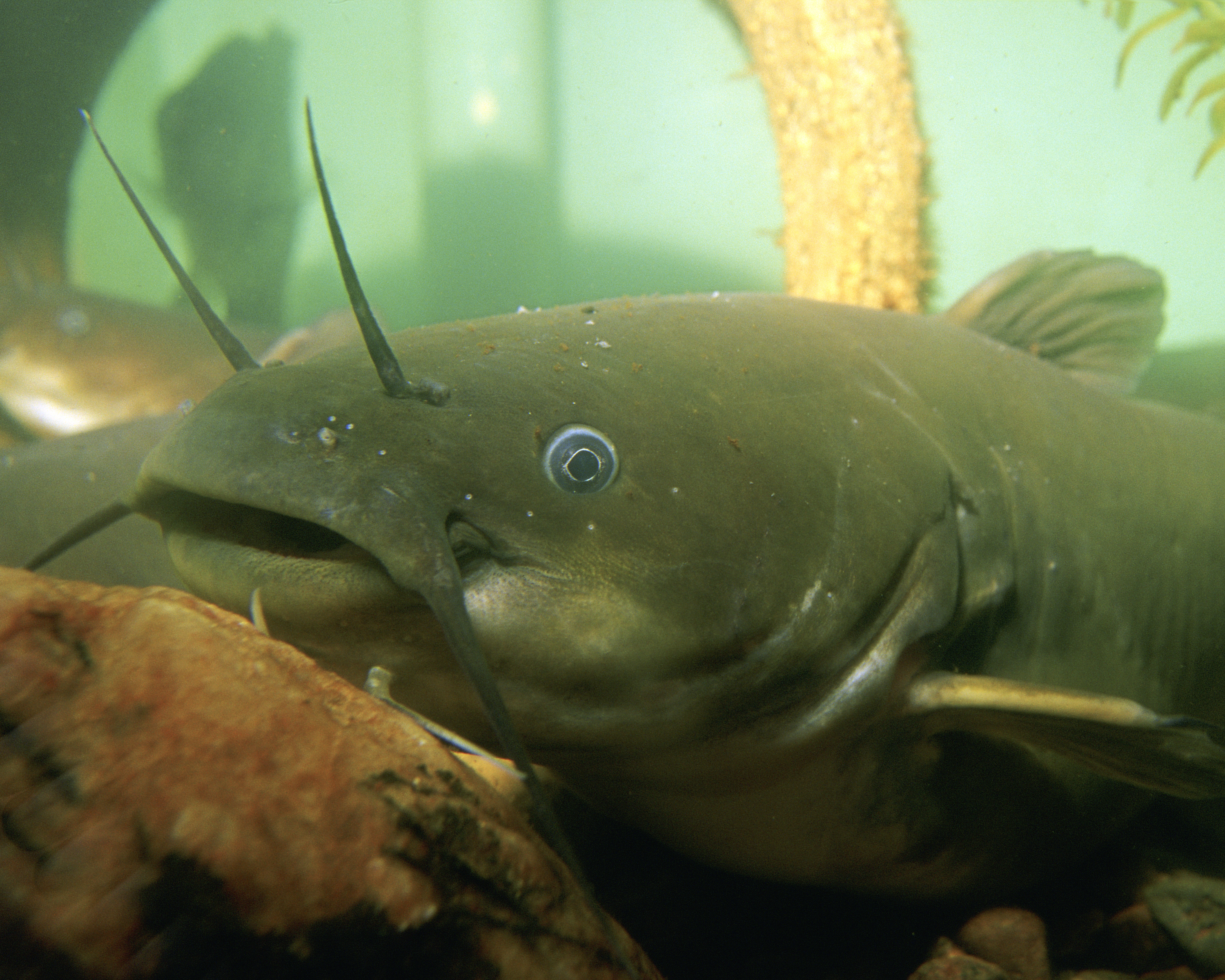
Ameiurus natalis

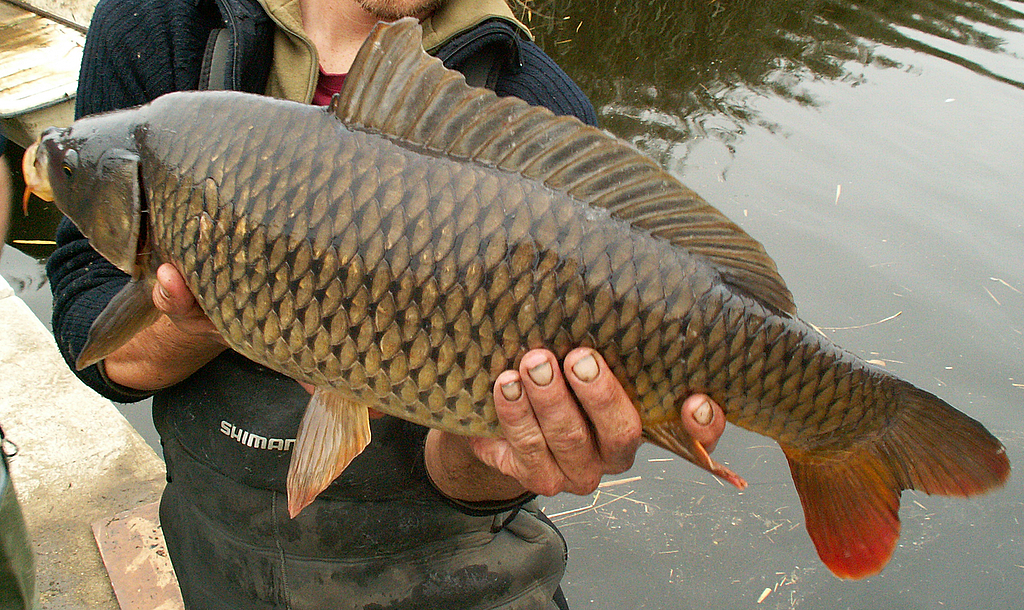
Carpa d'Holanda (Cyprinus carpio)

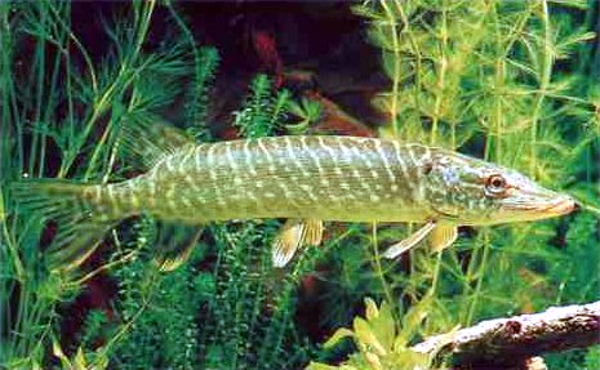
Lluç de riu (Esox lucius)

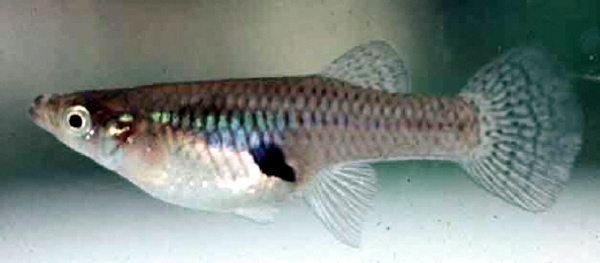
Gambúsia (Gambusia affinis)

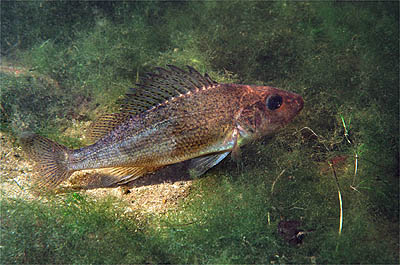
Gymnocephalus cernuus

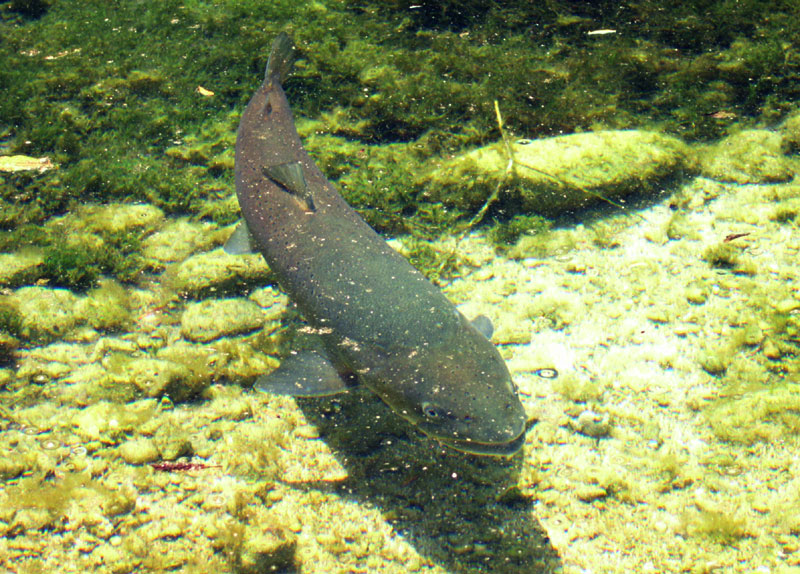
Salmó del Danubi (Hucho hucho)

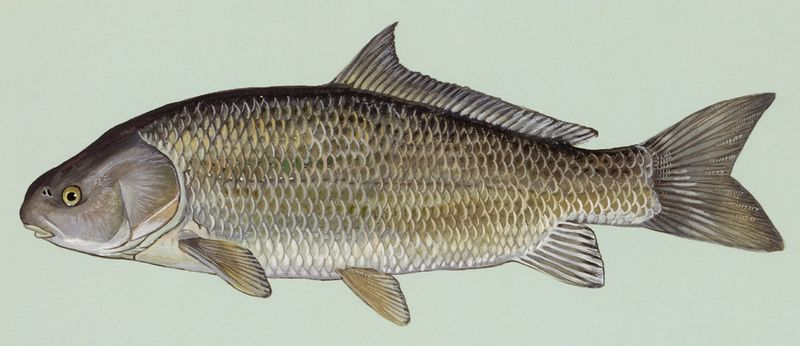
Ictiobus niger

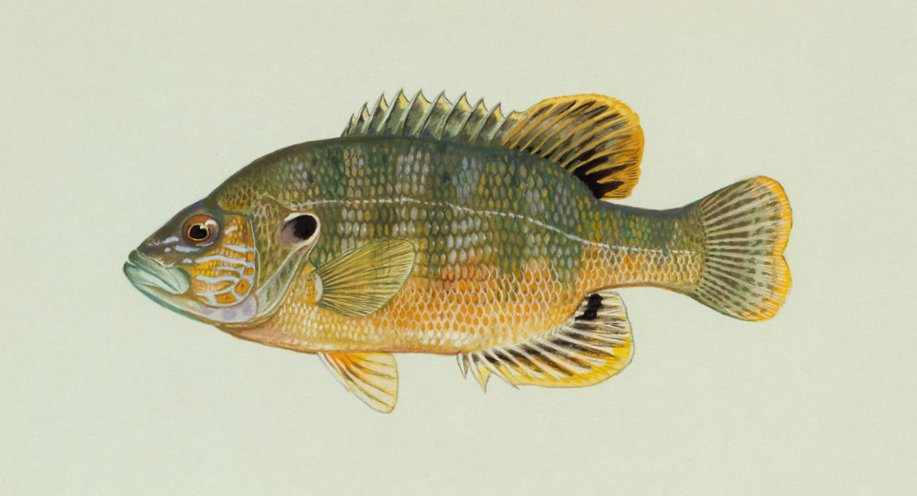
Lepomis cyanellus

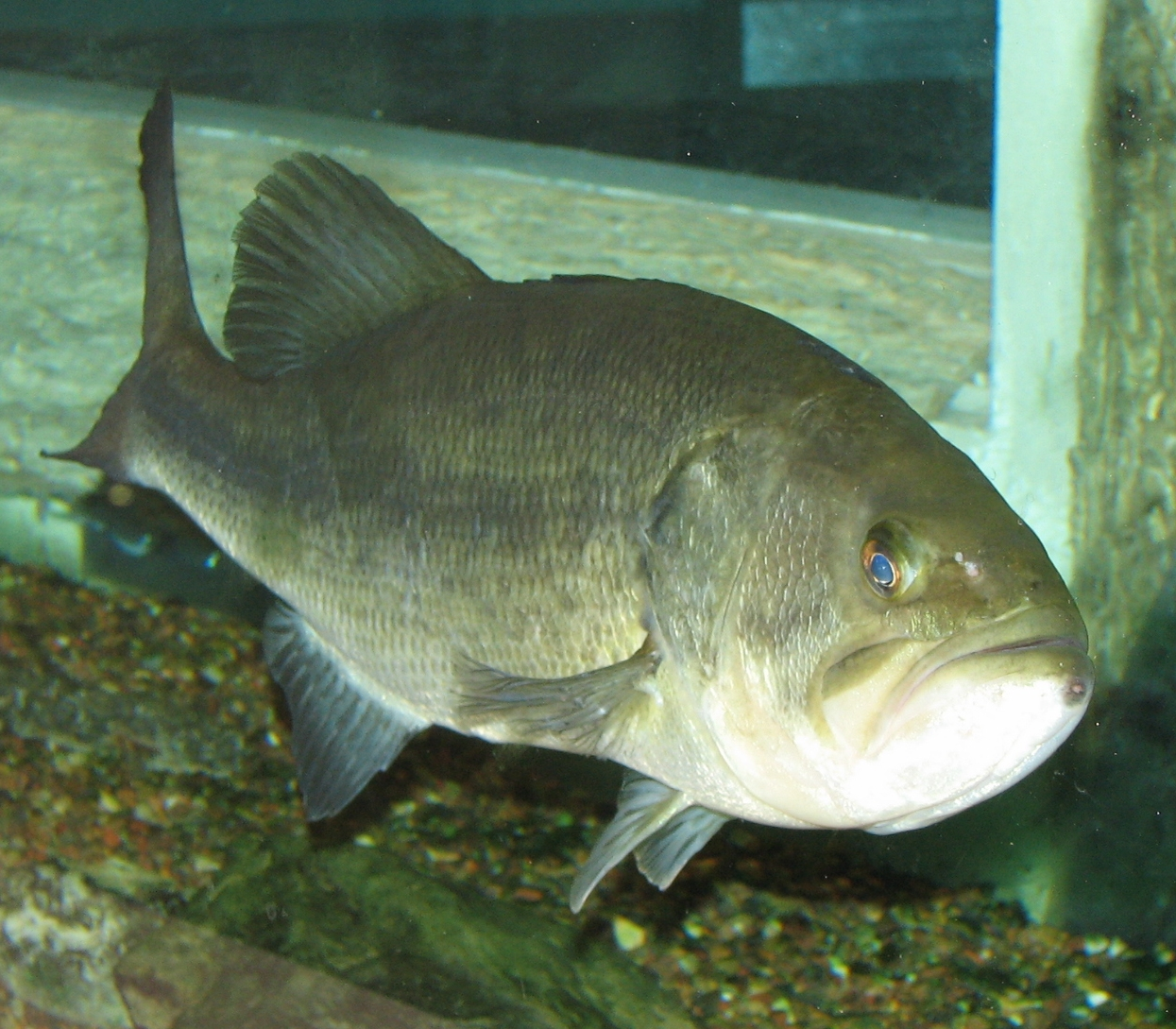
Perca americana (Micropterus salmoides)

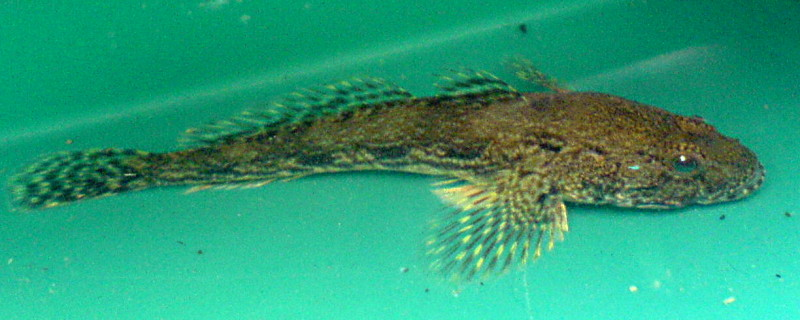
Neogobius kessleri

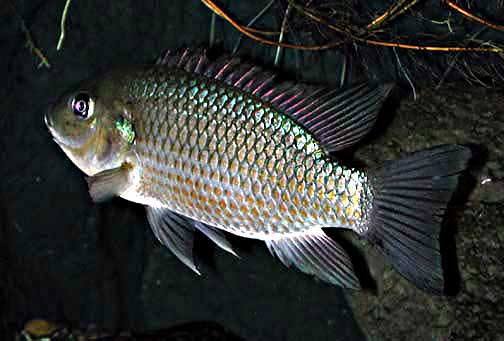
Oreochromis mossambicus

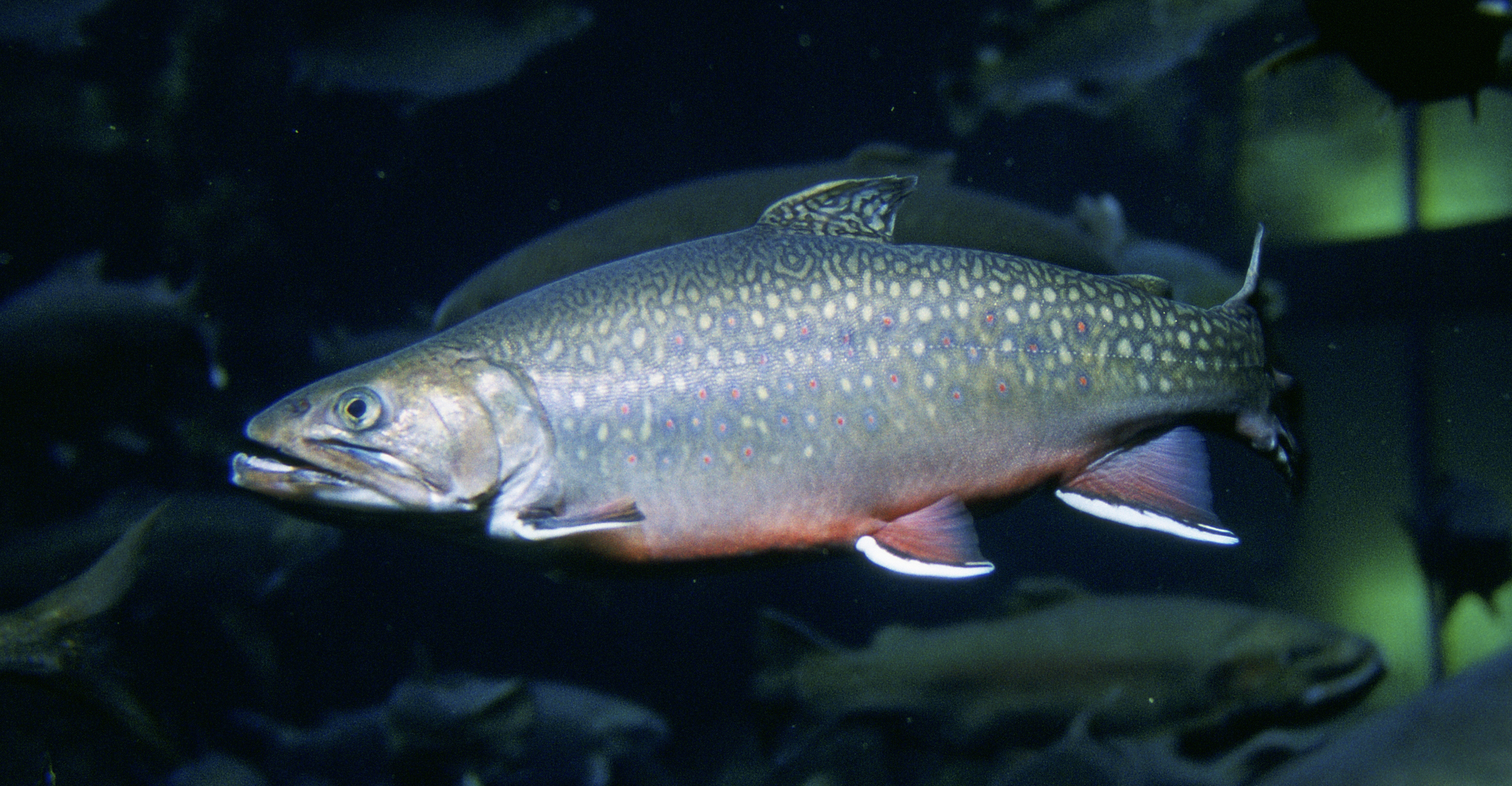
Truita de rierol (Salvelinus fontinalis)

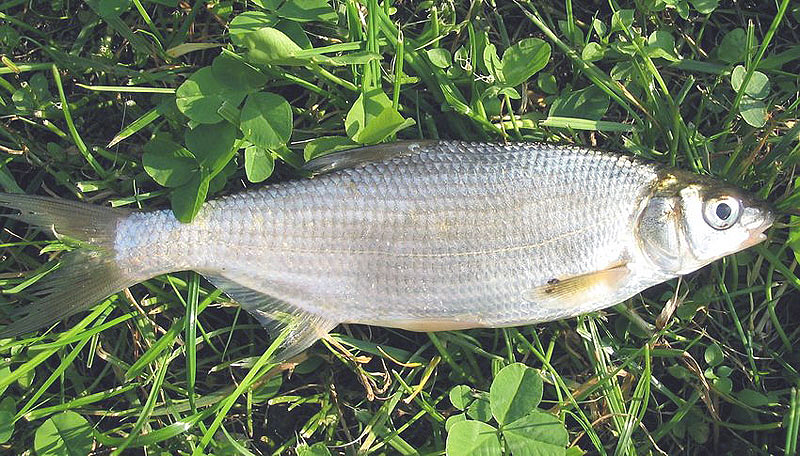
Vimba vimba

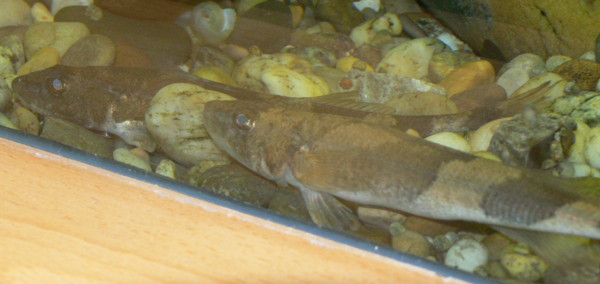
Zingel streber

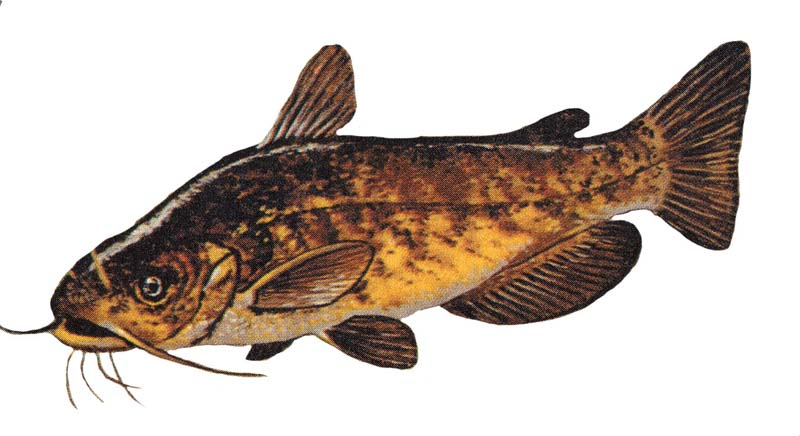
Peix gat bru (Ameiurus nebulosus)

Aquesta llista de peixos del riu Danubi -incompleta - inclou 114 espècies de peixos que es poden trobar al riu Danubi ordenades per l'ordre alfabètic de llur nom científic.

## A
- Abramis brama
- Acipenser colchicus
- Acipenser gueldenstaedtii
- Acipenser nudiventris
- Acipenser ruthenus
- Acipenser stellatus
- Alburnoides bipunctatus
- Alburnus danubicus
- Alburnus mento
- Alburnus sarmaticus
- Alosa caspia caspia
- Alosa immaculata
- Ambloplites rupestris
- Ameiurus natalis
- Ameiurus nebulosus
- Aspius aspius

## B
- Ballerus ballerus
- Ballerus sapa
- Barbatula barbatula
- Barbus balcanicus
- Barbus barbus
- Barbus carpathicus
- Barbus petenyi
- Benthophilus nudus

## C
- Catostomus catostomus catostomus
- Chondrostoma nasus
- Cobitis elongata
- Cobitis elongatoides
- Cobitis megaspila
- Cobitis strumicae
- Cobitis tanaitica
- Coregonus peled
- Cottus cognatus
- Cottus gobio
- Cottus haemusi
- Cottus metae
- Cottus poecilopus
- Cottus transsilvaniae
- Ctenopharyngodon idella
- Culaea inconstans
- Cyprinus carpio carpio

## E
- Esox lucius
- Eudontomyzon danfordi
- Eudontomyzon mariae
- Eudontomyzon vladykovi

## G
- Gambusia affinis
- Gasterosteus aculeatus aculeatus
- Gasterosteus gymnurus
- Gobio carpathicus
- Gobio gobio
- Gobio obtusirostris
- Gymnocephalus ambriaelacus
- Gymnocephalus baloni
- Gymnocephalus cernua
- Gymnocephalus schraetser

## H
- Hucho hucho
- Huso huso
- Hypophthalmichthys molitrix

## I
- Ictiobus bubalus
- Ictiobus cyprinellus
- Ictiobus niger

## L
- Lampetra planeri
- Lepomis cyanellus
- Lepomis gibbosus
- Leuciscus leuciscus

## M
- Micropterus dolomieu
- Micropterus salmoides
- Misgurnus fossilis

## N
- Neogobius fluviatilis
- Neogobius gymnotrachelus
- Neogobius melanostomus

## O
- Oreochromis mossambicus

## P
- Pelecus cultratus
- Percarina demidoffii
- Perca fluviatilis
- Perccottus glenii
- Petroleuciscus borysthenicus
- Phoxinus phoxinus
- Ponticola kessleri
- Proterorhinus marmoratus
- Proterorhinus semilunaris
- Pseudorasbora parva
- Pungitius platygaster

## R
- Rhodeus amarus
- Romanichthys valsanicola
- Romanogobio albipinnatus
- Romanogobio antipai
- Romanogobio kesslerii
- Romanogobio uranoscopus
- Romanogobio vladykovi
- Rutilus heckelii
- Rutilus meidingeri
- Rutilus pigus
- Rutilus rutilus
- Rutilus virgo

## S
- Sabanejewia aurata aurata
- Sabanejewia balcanica
- Sabanejewia bulgarica
- Sabanejewia romanica
- Sabanejewia vallachica
- Salmo labrax
- Salvelinus fontinalis
- Sander lucioperca
- Sander volgensis
- Scardinius erythrophthalmus
- Squalius cephalus
- Syngnathus abaster

## T
- Telestes souffia
- Thymallus arcticus arcticus

## U
- Umbra krameri

## V
- Vimba elongata
- Vimba vimba

## Z
- Zingel streber
- Zingel zingel[1]